# Saltillo (linguistica)
Saltillo (in spagnolo «saltello») è il termine della linguistica messicana che indica un'occlusiva glottidale sorda (IPA: [ʔ]).

## Pronuncia del saltillo
Il nome fu dato dai primi grammatici del nahuatl classico. In diversi altri linguaggi nahuatl, il suono affine alla occlusiva glottidale del nahuatl classico è [h], e il termine saltillo è applicato ad entrambe le pronunce.
Il saltillo è spesso scritto con un lungo apostrofo, non di meno è a volte scritto ⟨h⟩ per entrambe le pronunce, oppure ⟨j⟩ quando pronunciato [h]. La trascrizione dell'occlusiva glottidale con un carattere simile ad un apostrofo deriva verosimilmente dalle traslitterazioni dell'hamza araba.

## Carattere saltillo
Nonostante il significato fondamentale di saltillo sia il suono, spesso il termine è applicato al carattere utilizzato per scrivere quel suono, in particolare l'apostrofo dritto. L'alfabeto dell'idioma tlapaneco (Me̱ꞌpha̱a̱) utilizza sia saltillos maiuscoli che minuscoli ⟨Ꞌ ꞌ⟩.
Il supporto Unicode per le forme maiuscole/minuscole iniziò con Unicode 5.1:
- U+A78B Ꞌ LATIN CAPITAL LETTER SALTILLO
- U+A78C ꞌ LATIN SMALL LETTER SALTILLO

Entrambi sono tipicamente resi come un segno simile ad un apostrofo dritto, a volte descritto come un punto esclamativo senza punto.